# Rosenheim (huyện)
Rosenheim là một huyện (Kreis) ở phía nam của bang Bayern, Đức.
Các huyện giáp ranh là, theo chiều kim đồng hồ bắt đầu từ phía Tây, Miesbach, München, Ebersberg, Mühldorf, và Traunstein, giáp với một tỉnh của Áo Tirol ở biên giới phía nam.
Huyện này hoàn toàn bao quanh thành phố Rosenheim, một thành phố không thuộc huyện này nhưng lại là huyện lỵ.
Huyện được lập năm 1972 khi các huyện cũ Bad Aibling, và một phần của Wasserburg am Inn được hợp lại.

## Thị xã và đô thị
| Thị xã | Xã | |
| --- | --- | --- |
| 1. Bad Aibling 2. Kolbermoor 3. Wasserburg am Inn Xã phối hợp 1. Breitbrunn am Chiemsee 2. Halfing 3. Pfaffing 4. Rott am Inn Phố 1. Bad Endorf 2. Bruckmühl 3. Neubeuern 4. Prien am Chiemsee | 1. Albaching 2. Amerang 3. Aschau im Chiemgau 4. Babensham 5. Bad Feilnbach 6. Bernau am Chiemsee 7. Brannenburg 8. Breitbrunn am Chiemsee 9. Chiemsee 10. Edling 11. Eggstätt 12. Eiselfing 13. Feldkirchen-Westerham 14. Flintsbach 15. Frasdorf 16. Griesstätt 17. Großkarolinenfeld 18. Gstadt am Chiemsee 19. Halfing 20. Höslwang | 1. Kiefersfelden 2. Nußdorf am Inn 3. Oberaudorf 4. Pfaffing 5. Prutting 6. Ramerberg 7. Raubling 8. Riedering 9. Rimsting 10. Rohrdorf 11. Rott am Inn 12. Samerberg 13. Schechen 14. Schonstett 15. Söchtenau 16. Soyen 17. Stephanskirchen 18. Tuntenhausen 19. Vogtareuth |